# Celiptera teretilinea
Celiptera teretilinea là một loài bướm đêm trong họ Erebidae.